# (9187) Walterkröll
9187 Walterkroll (1991 RD4) – planetoida z grupy pasa głównego asteroid okrążająca Słońce w ciągu 3,71 lat w średniej odległości 2,39 j.a. Odkryta 12 września 1991 roku.